# Carole Caldwell Graebner
Carole Caldwell Graebner (ur. 24 czerwca 1943 w Pittsburghu, zm. 19 listopada 2008 w Nowym Jorku) – tenisistka amerykańska, zwyciężczyni wielkoszlemowych mistrzostw USA i mistrzostw Australii w grze podwójnej, zdobywczyni Pucharu Federacji, działaczka sportowa.

## Życiorys
Wychowywała się w południowej Kalifornii, gdzie należała do grupy utalentowanych młodych zawodniczek, występujących w niepokonanej amerykańskiej reprezentacji w juniorskiej edycji Pucharu Wightman. Wyniosła z tamtego okresu znajomość z takimi zawodniczkami, jak Billie Jean Moffitt (King) czy Karen Hantze (Susman). Na początku lat 60. XX wieku reprezentowała w rozgrywkach akademickich California State University w Los Angeles. Zarabiała także w jednym z hoteli w Beverly Hills jako partner tenisowy do wynajęcia dla osobistości hollywoodzkich, m.in. aktorki Katharine Hepburn i producenta Samuela Goldwyna.
Pierwsze znaczące osiągnięcie Caldwell w seniorskich rozgrywkach przyniosły mistrzostwa kraju na kortach twardych w 1960, gdzie młoda Amerykanka sięgnęła po tytuły w grze podwójnej i mieszanej. Rok później w dużym turnieju w Cincinnati Caldwell wygrała grę podwójną w parze z Cathie Gagel, a w grze pojedynczej dopiero w finale uległa Peachy Kellmeyer. Wyniki te pozwoliły jej awansować do czołowej dziesiątki w rankingu amerykańskim.
W 1964, krótko po wyjściu za mąż, osiągnęła swój największy sukces w karierze – w wielkoszlemowych mistrzostwach kraju, znanych współcześnie jako US Open, dotarła aż do finału gry pojedynczej. Rozstawiona z numerem dziewiątym, po drodze pokonała m.in. Karen Hantze Susman (która wcześniej wyeliminowała ówczesną liderkę światowego tenisa kobiecego Australijkę Margaret Smith Court) i Nancy Richey, chociaż przez większość imprezy zmagała się z bolesnymi oparzeniami słonecznymi. W decydującym meczu Graebner nie sprostała Marii Bueno, która w zaledwie 25 minut błyskawicznym zwycięstwem 6:1, 6:0 powtórzyła wynik najbardziej jednostronnego finału w historii mistrzostw USA, pochodzący z inauguracyjnej edycji turnieju kobiecego (w 1884 Ellen Hansell pokonała Laurę Knight).
W 1965 Graebner ponownie zmierzyła się z Bueno na mistrzostwach USA i ponownie jej uległa, jednak ich ćwierćfinałowy pojedynek okazał się dużo bardziej wyrównany – Bueno wygrała 8:6, 1:6, 9:7. Również w 1965 Graebner grała w ćwierćfinale mistrzostw Australii (uległa Annette Van Zyl z RPA), a w 1966 w tym turnieju osiągnęła półfinał, mając na koncie m.in. zwycięstwo nad wybitną australijską deblistką Judy Tegart i notując porażkę z Margaret Smith. Wymienione wyżej występy były najlepszymi singlowymi startami Graebner w Wielkim Szlemie, natomiast jako deblistka mogła pochwalić się dwoma zwycięstwami, oboma odniesionymi w parze z Nancy Richey; w 1965 na mistrzostwach USA para Graebner i Richey okazała się lepsza od Billie Jean Moffitt i Karen Hantze (6:4, 6:4), w 1966 w mistrzostwach Australii od Margaret Smith i Lesley Bowrey (6:4, 7:5).
Z innych sukcesów Carole Graebner można wymienić mistrzostwo Igrzysk Panamerykańskich w deblu (São Paulo 1963, tamże brąz w grze pojedynczej), dwukrotną wygraną turnieju Pacific Southwest w grze pojedynczej (1962, 1965), dwukrotne mistrzostwo USA na kortach ziemnych w deblu (1964, 1965). W pierwszej dziesiątce rankingu krajowego Graebner figurowała w latach 1961–1965 i w 1967, w tym jako trzecia rakieta USA w 1964 i 1965 (za Richey i Moffitt). W 1964 została uznana za czwartą tenisistkę świata, w 1965 – za dziewiątą.
W 1963 uczestniczyła w inauguracyjnej edycji Pucharu Federacji. Miała swój udział w końcowym sukcesie reprezentacji amerykańskiej, ale w meczu finałowym z Australią nie wystąpiła; grała we wcześniejszych rundach przeciwko Włoszkom, Holenderkom i Brytyjkom, wyłącznie w deblu, za partnerki mając Billie Jean Moffitt i Darlene Hard. W 1966 zdobyła punkt deblowy w finale przeciwko ekipie niemieckiej (w parze z King). W 1964, 1965, 1967 i 1971 grała także w Pucharze Wightman, tradycyjnej rywalizacji pomiędzy tenisistkami amerykańskimi i brytyjskimi; we wszystkich edycjach z udziałem Graebner triumfowały Amerykanki, co nie stanowi niespodzianki, zważywszy że na przestrzeni lat 1961–1973 tylko raz udało się wygrać reprezentacji brytyjskiej. W ramach tych rozgrywek Graebner pokonała m.in. w 1965 przyszłą mistrzynię Wimbledonu Virginię Wade, po zaciętym meczu 3:6, 10:8, 6:4. W obu reprezentacjach Amerykanka pełniła także funkcję kapitana – w Pucharze Federacji w 1970, w Pucharze Wightman w 1971. O ile w Pucharze Federacji Graebner zanotowała znakomity bilans deblowy (dziesięć wygranych, bez porażek) i dobry w grze pojedynczej (dwie wygrane, jedna porażka), to w Pucharze Wightman poniosła aż dwie porażki deblowe (przy dwóch zwycięstwach; w grze pojedynczej swoje oba mecze wygrała).
W 1964 Carole Caldwell zawarła związek małżeński ze swoim rówieśnikiem, również tenisistą, Clarkiem Graebnerem. Małżeństwo, z którego urodziło się dwoje dzieci (córka Cameron, zamężna Mark, i syn Clark junior), rozpadło się po kilkunastu latach; od 1975 para pozostawała w separacji. W historii tenisa Graebnerowie zapisali się jako małżeństwo, odnoszące sukcesy jednocześnie; oboje byli klasyfikowani w najlepszych dziesiątkach USA i na świecie, oboje także grali w wielkoszlemowych finałach singlowych (Clark Graebner przegrał finał mistrzostw USA w 1967) i oboje zanotowali wielkoszlemowe zwycięstwa deblowe; oboje też mieli udział w zwycięstwach reprezentacyjnych w prestiżowych rozgrywkach (Clark w Pucharze Davisa w 1968). Jako czwarta para małżeńska zostali sklasyfikowani w tym samym roku w czołowej dziesiątce rankingu amerykańskiego (1964, 1967); wcześniej udało się to Sarah i Elwoodowi Cooke (1940, 1945), Marjorie i Johnowi Van Ryn (1930, 1931), Virginii i Frankowi Kovacsom (1941). W 1974 Graebnerowie występowali wspólnie w zawodowych rozgrywkach drużynowych World Team Tennis w ekipie z Cleveland, ale po rozpadzie małżeństwa Clark, pełniący funkcję kapitana i trenera zespołu, doprowadził do przejścia żony do Pittsburgha w zamian za Laurę Du Pont.
Po zakończeniu kariery zawodniczej Carole Graebner pozostawała nieprzerwanie związana z tenisem. Udzielała się jako komentatorka radiowa i telewizyjna, współpracowała z pismem „Tennis Week”, ale przede wszystkim była aktywną działaczką amerykańskiej federacji tenisowej, w ramach której przewodniczyła komitetowi ds. Pucharu Federacji oraz była wiceprzewodniczącą komitetu ds. Pucharu Wightman. Działalność ta przyniosła jej kilka prestiżowych wyróżnień, m.in. nagrodę imienia Sarah Palfrey Danzig (1991) oraz miejsca w sportowych hall of fame (np. Intercollegiate Tennis Association, 1997).
Carole Caldwell Graebner była tenisistką praworęczną, opierającą swój tenis przede wszystkim na solidnej grze z głębi kortu; jako uznana deblistka dysponowała także dobrym wolejem. Zmarła 19 listopada 2008 w Nowym Jorku po chorobie nowotworowej.

## Osiągnięcia w Wielkim Szlemie oraz Pucharze Federacji
- mistrzostwa USA
  - gra pojedyncza – finał 1964
  - gra podwójna – wygrana 1965 (z Nancy Richey)
- mistrzostwa Australii
  - gra podwójna – wygrana 1966 (z Nancy Richey)
- Puchar Federacji
  - wygrane 1963 (nie wystąpiła w finale), 1966

## Finały wielkoszlemowe w grze pojedynczej
- mistrzostwa USA 1964 – 1:6, 0:6 z Marią Bueno